# Neuromedin B
Neuromedin B (NMB) je bombesinu srodan peptid kod sisara. On je originalno bio izdvojen iz svinjske kičmene moždine, i kasnije je pokazano da je prisutan u humanom humanom nervnom sistemu i gastrointestinalnom traktu.

## Sekvenca
Sekvenca C-terminalnog dekapeptida je visoko očuvana među sisarskim vrstama: GNLWATGHFM-(NH2). Taj peptid je poznat kao neuromein B, mada je precizniji naziv neuromedin B 23-32. Sekvenca neuromedina B (kod pacova) je: TPFSWDLPEPRSRASKIRVHPRGNLWATGHFM-(NH2).

## Funkcija
Neuromedin reguliše sledeće funkcije:
- Egzokrina i endokrina sekrecija
- ćelijski rast
- telesna temperatura
- krvni pritisak i glukozni nivo

## Literatura
1. ↑  Ohki-Hamazaki H (2000). „Neuromedin B”. Prog. Neurobiol. 62 (3): 297—312. PMID 10840151. doi:10.1016/S0301-0082(00)00004-6.
2. ↑  Jensen RT, Battey JF, Spindel ER, Benya RV (2008). „International Union of Pharmacology. LXVIII. Mammalian bombesin receptors: nomenclature, distribution, pharmacology, signaling, and functions in normal and disease states”. Pharmacol. Rev. 60 (1): 1—42. PMC 2517428 . PMID 18055507. doi:10.1124/pr.107.07108.
3. ↑  Krane IM, Naylor SL, Helin-Davis D, Chin WW, Spindel ER (15. 09. 1988). „Molecular cloning of cDNAs encoding the human bombesin-like peptide neuromedin B. Chromosomal localization and comparison to cDNAs encoding its amphibian homolog ranatensin”. J. Biol. Chem. 263 (26): 13317—23. PMID 2458345.
4. ↑  Wada E, Way J, Lebacq-Verheyden AM, Battey JF (1. 09. 1990). „Neuromedin B and gastrin-releasing peptide mRNAs are differentially distributed in the rat nervous system”. J. Neurosci. 10 (9): 2917—30. PMID 2398368.

## Spoljašnje veze
- Neuromedin+B на 